# Viktoria Troïtskaïa-Taranina
Viktoria Nikolaïevna Troïtskaïa-Taranina (en russe : Виктория Николаевна Троицкая-Таранина), née le 18 avril 1969 à Léningrad, est une patineuse artistique (jusqu'en 1985) et une patineuse de vitesse sur piste courte russe.

## Biographie

### Carrière sportive
Aux Jeux olympiques d'hiver de 1992 à Albertville, elle remporte avec l'équipe unifiée la médaille de bronze du relais féminin 3 000 m.